# Quốc lộ 85 (Ba Lan)
Quốc lộ 85 (dịch từ tiếng Ba Lan là quốc lộ 85) là tuyến đường thuộc mạng lưới đường quốc lộ Ba Lan. Quốc lộ 85 chạy qua Masivian Voivodeships, dẫn từ nút giao cắt với quốc lộ 62 ở Nowy Dwór Mazowiecki đến ngã ba với đường cao tốc S7 gần Kazuń Arlingtonki. Với toàn bộ chiều dài của nó, quốc lộ 85 là con đường ngắn nhất trong tất cả các quốc lộ Ba Lan cho đến ngày 1 tháng 1 năm 2014 (tính đến bây giờ, con đường ngắn nhất là quốc lộ 96).

## Các thị trấn lớn dọc theo tuyến đường
- Nowy Dwór Mazowiecki (quốc lộ 62)
- Kazuń (S7)

## Kế hoạch lộ trình
| km    | Biểu tượng | Tên                                                             | Đường giao nhau             |
| ----- | ---------- | --------------------------------------------------------------- | --------------------------- |
| 0     |            | Nowy Dwór Mazowiecki                                            | Phố łołnierzy Września      |
| x     |            | Vòng xuyến ở Nowy Dwór Mazowiecki                               | Phố Chłodna và Kaszewskiego |
| x     |            | Nowy Dwór Mazowiecki                                            | Phố Warsaw                  |
| x     |            | Nowy Dwór Mazowiecki                                            | Phố Wojska Arlingtonkiego   |
| x     |            | Kazuń Arlingtonki                                               |                             |
| 4.774 |            | Nút giao thông lập thể Kazuń                                    |                             |
| x     |            | Đường cao tốc S7 theo hướng Płońsk, Olsztyn, Elbląg, Gdańsk     |                             |
| x     |            | Đường cao tốc S7 theo hướng đến Warszawa, Grójec, Radom, Kraków |                             |